# قائمة أندية كرة القدم في مصر
قائمة أندية كرة القدم في مصر.

## النوادي
| الشعار | النادي            | الملعب              | المدينة     | تاريخ التأسيس |
| ------ | ----------------- | ------------------- | ----------- | ------------- |
|        | النادي الاهلي     | ستاد السلام         | القاهرة     | 24إبربل 1907  |
|        | نادي الزمالك      | ستاد القاهرة الدولي | الزمالك     | 5 يناير 1911  |
|        | نادي مصر للمقاصة  | ستاد الفيوم         | الفيوم      | 11 مايو 1937  |
|        | نادي المصري       | ستاد النادي المصري  | بور سعيد    | 18 مارس 1920  |
|        | النادي الإسماعيلي | استاد الإسماعيلية   | الإسماعيلية | 14 أبريل 1924 |

- الدوري المصري الممتاز

1. النادي الأهلي
2. نادي الزمالك
3. النادي الإسماعيلي
4. النادي المصري
5. نادى انبى
6. نادى بيراميدز
7. نادي فيوتشر
8. الاتحاد السكندري
9. نادى سموحه
10. نادى بلدية المحله
11. نادي المقاولون العرب
12. نادي سيراميكا كليوباترا
13. نادى طلائع الجيش
14. نادي الجونة
15. نادي البنك الأهلي المصري
16. نادي زد
17. نادي فاركو
18. نادى الداخليه

- الدوري المصري للمحترفين ( القسم الثاني أ )

1. نادى بتروجيت
2. نادى حرس الحدود
3. نادى وادى دجله
4. نادى غزل المحله
5. نادى القناه
6. نادي مصر المقاصة
7. نادى بترول اسيوط
8. نادى طنطا
9. نادي المصرية للاتصالات
10. راية غزل كفر الدوار
11. نادي أسوان
12. نادي دكرنس
13. نادي السكة الحديد
14. نادي لافيينا
15. نادي بروكسي
16. نادي أبو قير للأسمدة
17. نادي مكادي
18. نادي جمهورية شبين
19. نادى النصر للتعدين
20. نادى نجوم المستقبل

- الدوري المصري القسم الثاني ب

1. نادى منية النصر الرياضى
2. نادي الإنتاج الحربي
3. نادي طهطا
4. نادي بلقاس
5. نادي اتحاد الشرطة (مصر)
6. نادي الزرقا
7. نادي أسمنت السويس
8. نادي الألومنيوم
9. نادي بني سويف
10. النادي الأوليمبي
11. نادي الترام
12. نادي الترسانة (مصر)
13. نادي الرجاء (مصر)
14. نادي الشمس
15. نادي كفر الشيخ
16. نادى المنصوره
17. نادى تليفونات بنى سويف
18. نادى سبورتنج
19. نادى غرب سهيل
20. نادى الشرقية
21. نادى غزل السويس
22. نادى مزارع دينا
23. نادى منتخب السويس
24. نادى المريخ(مصر)
25. نادى الكروم
26. نادى دمياط
27. إيسترن كومباني
28. نادى المنيا
29. نادى هليوبوليس
30. نادى العاب دمنهور
31. نادى شبرا الخيمه
32. نادى جولدى
33. نادى الوليديه
34. نادى دسوق
35. نادى نجمة سينا
36. نادى سرس الليان

## نادي زياد
1. ↑  "نوادي مصر لكرة القدم فيديوهات صور وفيديوهات". مؤرشف من الأصل في 2023-02-03. اطلع عليه بتاريخ 2023-03-04.

### باللغة العربية
1. ^ اطلاق اسم “وي” على الدوري المصري في الموسم الجديد عربي سبورت 360. اطلع عليه بتاريخ 24 يوليو 2021 نسخة محفوظة 2018-07-18 على موقع واي باك مشين.
2. ^ الأهلي والزمالك مع برشلونة وريال مدريد ضمن أندية لم تغب شمسها عن سماء دورياتها أبدا في الجول. اطلع عليه بتاريخ 20 أكتوبر 2020 نسخة محفوظة 22 سبتمبر 2020 على موقع واي باك مشين.
3. ^ تقرير في الجول - أندية لم تغب عن دورياتها مطلقا الرياضة. اطلع عليه بتاريخ 20 أكتوبر 2020 نسخة محفوظة 23 سبتمبر 2020 على موقع واي باك مشين.
4. ^ أرقام #في_الدوري – 3 إحصائيات تاريخية يتشارك فيها الأهلي والزمالك في الجول. اطلع عليه بتاريخ 20 أكتوبر 2020 نسخة محفوظة 22 سبتمبر 2020 على موقع واي باك مشين.
5. ^ من هو صاحب فكرة إنشاء الدوري المصري؟ 90kora. اطلع عليه بتاريخ 18 أكتوبر 2020 نسخة محفوظة 18 أكتوبر 2020 على موقع واي باك مشين.
6. ^ من هو صاحب فكرة إنشاء الدوري المصري؟ سبورت360. اطلع عليه بتاريخ 18 أكتوبر 2020 نسخة محفوظة 19 أكتوبر 2020 على موقع واي باك مشين.
7. ^ أسماء في تاريخ الزمالك.. من المختلط إلى نادي الملك فاروق الوفد. اطلع عليه بتاريخ 24 يناير 2021 نسخة محفوظة 4 نوفمبر 2020 على موقع واي باك مشين.
8. ^ بالصور النادرة (1).. قصة إلغاء الدوري في "المملكة" المصرية يالا كورة. اطلع عليه بتاريخ 10 يناير 2021 نسخة محفوظة 10 يناير 2021 على موقع واي باك مشين.
9. ↑ تعدى إلى الأعلى ل:أ ب ت ث من تاريخ الدوري المصري..تعرف على 4 نسخ لم تكتمل و 6 تم إلغاؤها الأهلي.كوم. اطلع عليه بتاريخ 13 يناير 2021 نسخة محفوظة 13 يناير 2021 على موقع واي باك مشين.
10. ↑ تعدى إلى الأعلى ل:أ ب ت تاريخ إلغاء الدورى: 10 مرات منها 6 بسبب الحروب الوطن نيوز. اطلع عليه بتاريخ 13 يناير 2021 نسخة محفوظة 16 نوفمبر 2020 على موقع واي باك مشين.
11. ^ «شغب» الملاعب المصرية: بدأ 1971.. و«بورسعيد» و«الدفاع الجوي» الأكثر دموية المصري اليوم. اطلع عليه بتاريخ 13 يناير 2021 نسخة محفوظة 26 فبراير 2020 على موقع واي باك مشين.
12. ^ في الجول يكشف معايير الفصل وقت التساوي بالنقاط على قمة الدوري.. وماذا لو كان الصراع ثلاثيا في الجول. اطلع عليه بتاريخ 24 يناير 2021 نسخة محفوظة 23 أبريل 2019 على موقع واي باك مشين.
13. ^ زى النهاردة..أقيمت أول مباراة في تاريخ كرة القدم سوبر كورة. اطلع عليه بتاريخ 7 فبراير 2021 نسخة محفوظة 2 مارس 2018 على موقع واي باك مشين.
14. ^ الدوري المصري.. تاريخ حافل على مدى 71 عامًا إكسترا نيوز. اطلع عليه بتاريخ 7 فبراير 2021 نسخة محفوظة 8 فبراير 2021 على موقع واي باك مشين.
15. ^ هل تعلم.. صاحب أول هاتريك في تاريخ الدوري المصري سوبر كورة. اطلع عليه بتاريخ 7 فبراير 2021 نسخة محفوظة 10 سبتمبر 2017 على موقع واي باك مشين.
16. ^ «سوبر هاتريك» لقب أهلاوى في تاريخ الدورى المصرى مبتدا. اطلع عليه بتاريخ 7 يناير 2021 نسخة محفوظة 8 فبراير 2021 على موقع واي باك مشين.
17. ^ من هو ملك الهاتريك في تاريخ الدوري المصري؟ سبورت 360. اطلع عليه بتاريخ 7 يناير 2021 نسخة محفوظة 7 فبراير 2021 على موقع واي باك مشين.
18. ^ المصرى يحتفل بأكبر فوز في تاريخ الدورى على بنى سويف 11/0 اليوم السابع. اطلع عليه بتاريخ 7 يناير 2021 نسخة محفوظة 8 فبراير 2021 على موقع واي باك مشين.
19. ^ لازم تعرف.. المايسترو سجل 7 أهداف في الدراويش بمباراة واحدة اليوم السابع. اطلع عليه بتاريخ 7 فبراير 2021 نسخة محفوظة 7 مارس 2018 على موقع واي باك مشين.
20. ^ معلومة رياضية.. المايسترو صالح سليم يسجل 7 أهداف في مباراة واحدة اليوم السابع. اطلع عليه بتاريخ 7 فبراير 2021 نسخة محفوظة 8 فبراير 2021 على موقع واي باك مشين.
21. ^ تقرير خاص | صالح سليم وحكاية رقم قياسي تاريخي غير قابل للتحطيم جول. اطلع عليه بتاريخ 7 فبراير 2021 نسخة محفوظة 7 أبريل 2017 على موقع واي باك مشين.
22. ^ حسن الشاذلي.. أسطورة الهدافين في الدوري المصري كووورة. اطلع عليه بتاريخ 7 يناير 2021 نسخة محفوظة 8 فبراير 2021 على موقع واي باك مشين.
23. ^ مواسم بلا هزيمة.. الأهلى الأبرز عالميًا (تقرير) صوت الأمة. اطلع عليه بتاريخ 17 فبراير 2021 نسخة محفوظة 3 فبراير 2020 على موقع واي باك مشين.
24. ^ زى النهاردة.. الزمالك ينهى الدوري دون هزيمة للمرة الثانية في تاريخ الأبيض اليوم السابع. اطلع عليه بتاريخ 17 فبراير 2021 نسخة محفوظة 10 أغسطس 2020 على موقع واي باك مشين.
25. ^ 10 أرقام قياسية تنصب الأهلى على عرش الأكثر تتويجًا بالدورى اليوم السابع. اطلع عليه بتاريخ 17 فبراير 2021 نسخة محفوظة 17 فبراير 2021 على موقع واي باك مشين.
26. ^ اتحاد الكرة يعلن.. تغيير اسم الأسيوطي رسميًا.. وعدد الحضور بالمباريات مصراوي. اطلع عليه بتاريخ 18 فبراير 2021 نسخة محفوظة 6 أكتوبر 2018 على موقع واي باك مشين.
27. ^ هل تعلم.. تاريخ صناعة الدرع الخشبي للدوري المصري سوبر كورة. اطلع عليه بتاريخ 14 يونيو 2021 نسخة محفوظة 2018-06-19 على موقع واي باك مشين.
28. ^ تعرف علي شكل درع الدوري من النسخة الأولي حتي اللقب 39 (صور) صوت الأمة. اطلع عليه بتاريخ 14 يونيو 2021 نسخة محفوظة 2018-09-10 على موقع واي باك مشين.
29. ^ يلا كورة يكشف بالصور.. الشكل النهائي لدرع الدوري.. وجائزة "الأخلاق الرياضية" يلا كورة. اطلع عليه بتاريخ 14 يونيو 2021 نسخة محفوظة 14 يونيو 2021 على موقع واي باك مشين.
30. ^ شعار الدوري المصري.. “أبو الهول النائم" يشعل السوشيال ميديا العين. اطلع عليه بتاريخ 20 يونيو 2021 نسخة محفوظة 27 يونيو 2021 على موقع واي باك مشين.
31. ^ 4 أوجه تشابه بين اللوجو الجديد للدوري المصري وشعار البريميرليج- صور بلص مباشر. اطلع عليه بتاريخ 20 يونيو 2021 نسخة محفوظة 23 نوفمبر 2020 على موقع واي باك مشين.
32. ^ الجدول الزمني الرسمي للدوري المصري نسخة محفوظة 31 يناير 2021 على موقع واي باك مشين.
33. ↑ تعدى إلى الأعلى ل:أ ب تم منح 3 نقاط للفوز في مواسم 1986/87 ، 87/88 ، 88/89 ومن 1994/95 فصاعدًا.
34. ^ تم خصم 3 نقاط موسم 2016-17 و3 نقاط 2019-20
35. ^ تم خصم 6 نقاط موسم 2014-15 و3 نقاط موسم2020-21
36. ↑ تعدى إلى الأعلى ل:أ ب ت اندمج نادي السويس واتحاد السويس (1967) في نادي منتخب السويس
37. ^ تم خصم 3 نقاط موسم 2014-15
38. ^ جدول الدوري المصري الفعلي في جميع الأوقات نسخة محفوظة 3 فبراير 2020 على موقع واي باك مشين.
39. ^ معلومة رياضية..نادى البلاستيك تغير اسمه إلى شبرا الخيمة اليوم السابع. اطلع عليه بتاريخ 4 مايو 2021 نسخة محفوظة 25 نوفمبر 2020 على موقع واي باك مشين.
40. ^ زد للاستثمار الرياضي يعلن الاستحواذ على نادي مصر لكرة القدم فيلجول. اطلع عليه بتاريخ 12 مايو 2021 نسخة محفوظة 12 مايو 2021 على موقع واي باك مشين.
41. ↑ تعدى إلى الأعلى ل:أ ب
42. ↑ تعدى إلى الأعلى ل:أ ب ت ث بالصور والفيديو: أحداث الأربعاء الدامي للكرة المصرية باستاد بورسعيد - المصري اليوم - 23:57 م 1 فبراير2012
43. ↑ تعدى إلى الأعلى ل:أ ب ت طنطاوي يتوعد المتورطين بأحداث بورسعيد والإخوان تتهم «فلول» مبارك بتدبيرها - الجزيرة نت - 1:42 ص 2 فبراير2012
44. ^ صورة للّافتة نسخة محفوظة 12 أبريل 2016 على موقع واي باك مشين.
45. ^ بكاء ودعوات للقصاص.. والمحافظ وشيوخ السلفية في جنازة شهيد الأحداث بالسويس - بوابة الشروق - 2 فبراير 2012 نسخة محفوظة 05 مارس 2016 على موقع واي باك مشين.
46. ^ مُشجعو الزمالك حاولوا اقتحام إستاد الدفاع الجوي نسخة محفوظة 09 فبراير 2015 على موقع واي باك مشين.
47. ^ اشتباكات بين قوات الأمن وجمهور الزمالك خارج استاد الدفاع الجوي نسخة محفوظة 05 مارس 2016 على موقع واي باك مشين.
48. ^ الداخلية: وفيات مباراة الزمالك حدثت نتيجة التدافع نسخة محفوظة 09 فبراير 2015 على موقع واي باك مشين.
49. ^ الطب الشرعي: معظم حالات الوفاة بأحداث الدفاع الجوي نتيجة الاختناق بالغاز ولم نجد رصاص بالجثامين نسخة محفوظة 09 فبراير 2015 على موقع واي باك مشين.
50. ^ الطب الشرعى: إحالة طبيب للتحقيق زوّر 5 تقارير لاشتباكات "وايت نايتس" نسخة محفوظة 10 سبتمبر 2015 على موقع واي باك مشين.
51. ^ المتحدث باسم الطب الشرعي:هذا هو السبب الوحيد لسقوط الضحايا نسخة محفوظة 19 مايو 2017 على موقع واي باك مشين.
52. ^ صدمة فتاة صغيرة ضمن ضحايا حادث استاد الدفاع الجوي المأساوي نسخة محفوظة 19 مايو 2017 على موقع واي باك مشين.

### باللغة الإنجليزية
1. ^ Scheduling Guide Computing Facility. اطلع عليه بتاريخ 24 يناير 2021 نسخة محفوظة 6 أغسطس 2020 على موقع واي باك مشين.
2. ↑ تعدى إلى الأعلى ل:أ ب Dr. Tarek Said's Homepage - Egyptian League 1948/49 د. طارق سعيد. اطلع عليه بتاريخ 18 أكتوبر 2020 نسخة محفوظة 19 أكتوبر 2020 على موقع واي باك مشين.
3. ^ Egypt 1948/49 rsssf. اطلع عليه بتاريخ 12 يناير 2021 نسخة محفوظة 21 فبراير 2020 على موقع واي باك مشين.
4. ^ Dr. Tarek Said's Homepage - Egyptian League 1949/50 د. طارق سعيد. اطلع عليه بتاريخ 18 أكتوبر 2020 نسخة محفوظة 20 أكتوبر 2020 على موقع واي باك مشين.
5. ^ Egypt 1949/50 rsssf. اطلع عليه بتاريخ 12 يناير 2021 نسخة محفوظة 8 يوليو 2020 على موقع واي باك مشين.
6. ^ Dr. Tarek Said's Homepage - Egyptian League 1950/51 د. طارق سعيد. اطلع عليه بتاريخ 18 أكتوبر 2020 نسخة محفوظة 19 أكتوبر 2020 على موقع واي باك مشين.
7. ^ Egypt 1950/51 rsssf. اطلع عليه بتاريخ 12 يناير 2021 نسخة محفوظة 23 فبراير 2020 على موقع واي باك مشين.
8. ^ Dr. Tarek Said's Homepage - Egyptian League 1952/53 د. طارق سعيد. اطلع عليه بتاريخ 18 أكتوبر 2020 نسخة محفوظة 18 أكتوبر 2020 على موقع واي باك مشين.
9. ^ Egypt 1952/53 rsssf. اطلع عليه بتاريخ 12 يناير 2021 نسخة محفوظة 23 فبراير 2020 على موقع واي باك مشين.
10. ^ Dr. Tarek Said's Homep

## روابط خارجية
- https://www.egyptianleague.net/
- https://www.btolat.com/league/standings/1193/premier-league